# Крупський район
Кру́пський райо́н — адміністративна одиниця Мінської області Білорусі. Утворений цей район 17 липня 1924 р..

## Адміністративний поділ
В Крупському районі налічується 229 населених пунктів, з них місто Крупки і селища Бобр та Холопеничі. Всі села приналежні до 7-и сільських рад:
- Бобрська сільська рада → Ольшаники • Селище Бобрське • Боровець • Великий Ліс • Віктоліно • Дворище • Довге • Єленка • Єрошівка • Заболотське • Замки • Кленовичі • Колос • Краснівка • Кути • Липовець • Мачулища • Мерецький Двір • Навіси • Новосілки • Осове • Плиса • Підсосенка • Синиченька • Скаківка • Соколовичі • Стаї • Старий Бобр • Чернявка • Шатьки.
- Ігрушківська сільська рада → Актавія • Батури • Волковиськ • Гута • Двір Пересика • Ігрушка • Кам'янка • Королево • Круглиця • Лошанці • Лужа • Острово • Радиця • Самоседівка • Стара Пересика • Старосілля • Узнацьк • Дубешня • Клади • Лєнок • Острово.
- Крупська сільська рада → Березівка • Велика Слобода • Борові • Буда • Гапоновичі • Зарів'я • Карпівка • Карпушівка • Лазівка • Лебедєво • Ліванове • Ляди • Майськ • Мала Слобода • Маслянка • Нова Крупка • Новохрости • Осинівка • Ротань • Селицьке • Скородиця • Студенка • Усохи • Устинівка • Худівці • Шийка.
- Костричницька сільська рада → Великий Кам'янець • Високе • Гузовино • Докучино • Дубровка • Дуби • Забороччя • Запутки • Колодниця • Люті • Малинівка • Малі Хольневичі • Прошика • Сторожище • Топорище • Хаританці • Худове • Череївка • Язби • Язби (поселення) • Бобрик • Деньгубка • Журави • Забір'я • Києвець • Кірово • Клубиничі • Колибанове • Косеничі • Красновинка • Кутовець • Логи • Ломське • Лутище • Обчуга • Октябрь • Осічена • Островки • Прудини • Слобода • Смородинка • Хватинка • Шарнево • Шарнево (хутір) • Шарпилівка • Шкорнівка.
- Ухвальська сільська рада → Берізка • Гумни • Забенькове • Захарівка • Знаменська • Червоний Пахар • Купленка • Ложки • Матошка • Можани • Мощаниця • Миколаївка • Нова Нива • Нова Слобода • Нові Пишачі • Новий Шлях • Прусівщина • Свиридівка • Селище • Сомри • Стара Слобода • Старі Пишачі • Трудовик • Узнаж • Ухвала • Чорноосове • Велике Городно • Видриця • Мале Городно • Прудок • Великий В'язок • Дубове • Еджар • Заболоття • Малий В'язок • Нові Денисовичі • Новий Сокіл • Попарне • Старі Денисовичі • Старий Сокіл • Шинки
- Холопеницька сільська рада → Бабарика • Борсуки • Великі Хольневичі • Борки • Білі Борки • Буда • Версанка • Вершівка • Веселове • Гальки • Ганьківка • Глинівка • Гольсберг • Городище • Грицьковичі • Дударі • Дудинка • Зарослі • Калинівка • Клишино • Краснівка • Лисичине • Малий Кам'янець • Мачулища • Мелешковичі • Мхеріно 1 • Мхеріно-2 • Подалець • Підбереззя • Посемковичі • Прудець • Слобода • Струга • Хольневичі • Шамки • Якимівка • Яновщина.
- Хотюхівська сільська рада → Біле • Великі Жаберичі • Велике Осове • Велике Осове (хутір) • Брище • Докудове • Запруддя • Ігрище • Клен • Козубець • Кристоповщина • Мале Хотюхове • Малі Жаберичі • Невіровщина • Нові Щаври • Осовець • Підбереззя • Прикленок • Старі Щаври • Хотюхове • Шиялівка • Борок • Запілля • Колос • Мале Осове • Нача • Плавуще Галоє • Приямино.

Рішенням Мінської обласної ради депутатів від 30 жовтня 2009 року, щодо змін адміністративно-територіального устрою Мінської області, були ліквідовані:
- Видрицька сільська рада, а села Велике Городно, Видриця, Мале Городно, Прудок передані до складу Ухвальської сільської ради.
- Денисовицька сільська рада, а села Великий В'язок, Дубове, Еджар, Заболоття, Малий В'язок, Нові Денисовичі, Новий Сокіл, Попарне, Старі Денисовичі, Старий Сокіл, Шинки передані до складу Ухвальської сільської ради.
- Докудовська сільська рада, а села Великі Жаберичі, Велике Осове, Велике Осове (хутір), Брище, Докудове, Клен, Кристоповщина, Малі Жаберичі, Невіровщина, Прикленок, Шиялівка передані до складу Хотюхівської сільської ради.
- Яновщинська сільська рада, а села Борсуки, Великі Хольневичі, Білі Борки, Глинівка, Дударі, Клишино, Лисичине, Малий Кам'янець, Мелешковичі, Підбереззя, Посемковичі, Хольневичі, Яновщина передані до складу Холопеницької сільської ради.

Рішенням Мінської обласної ради депутатів від 28 травня 2013 року, щодо змін адміністративно-територіального устрою Мінської області, були ліквідовані:
- Нацька сільська рада, а села Борок • Дубешня • Запілля • Клади • Колос • Лєнок • Мале Осове • Нача • Острово • Плавуще Галоє • Приямино передані до складу Хотюхівської сільської ради та Ігрушківській сільській раді
- Обчугська сільська рада, а села Бобрик • Деньгубка • Журави • Забір'я • Києвець • Кірово • Клубиничі • Колибанове • Косеничі • Красновинка • Кутовець • Логи • Ломське • Лутище • Обчуга • Октябрь • Осічена • Островки • Прудини • Слобода • Смородинка • Хватинка • Шарнево • Шарнево (хутір) • Шарпилівка • Шкорнівка передані до складу Костричницької сільської ради

За часи існування Крупського району в його складі було ще кілька сільських рад, які, згодом, були розформовані, а села були приєднані до інших сільських рад. То були:
- Великохольневицька сільська рада
- Жаберецька сільська рада
- Забірська сільська рада
- Соколовицька сільська рада
- Смородзинська сільська рада
- Старослобідська сільська рада
- Шинковська сільська рада
- Шийкавська сільська рада
- Бобрська селищна рада
- Халопеницька селищна рада

## Люди
В районі народились:
- Аронін Семен Борисович — радянський організатор промислового виробництва (село Ухвала).